# Берзек, Хаджи Исмаил
Хаджи Исмаил Догомуко Берзек (Хаджи Исмаил Берзек) (1766, Убыхия — 1846, аул Мытыхуаса, ныне Сочи) — глава рода Берзек, военный лидер убыхов (1823—1846), один из самых известных убыхских лидеров, длительное время возглавлявший их ожесточённое вооружённое сопротивление русским войскам.

## Биография
Родился в 1766 году в Убыхии, происходил из знатного рода Берзек (из родовой ветви Дегу). Английский агент и путешественник Джеймс Белл отмечал, что так как мужчины-крепостные вооружены, то «каждый Берзек может послать на поле сражения 150 человек». А весь род мог выставить до 3000 воинов. Политический и военный потенциал рода укреплял союз с родом Чишхако, влиятельным среди черноморских шапсугов.
В 1823 году после смерти Саад-Гирея Догомуко Берзека, возглавлявшего убыхское ополчение в начале XIX века, Исмаил Догомуко Берзек был избран князем (старейшиной) рода Берзек и военачальником всех убыхов. Его место жительства находилось в долине реки Сочи, на её правом берегу, в двух часах езды от моря.
Английский агент Джеймс Белл так описывал Исмаила Догомуко Берзека: «Это был высокий человек с красивыми живыми серыми глазами. Его влияние определялось не только принадлежностью к сильнейшей среди убыхов фамилии и не только званием хаджи, но также его кипучей энергией, храбростью и умом». Джеймс Белл описывает его ревностным мусульманином, воздержанным в еде и не пьющим крепких напитков, вспыльчивым и неустрашимым человеком.
Впервые в русских источниках Хаджи Исмаил Берзек упоминается в 1826 году, когда он через посредничество Шапсугов из рода Шупако (Чишхако?) пытался вести переговоры с русскими военачальниками.
Будучи мудрым человеком, Хаджи Исмаил рано осознал весь вред разрозненности и отсутствия сплочённости народа в оказании сопротивления русским войскам. Начиная с 1827 года Исмаил Догомуко деятельно занялся организацией военного союза обитающих на черноморском побережье племён. К концу 1839 года ему удалось объединить в один союз все население между Туапсе и Гаграми. Именно к этому периоду относится данная ему Дж. Беллом характеристика: «Черкесский Вашингтон».
Будучи в преклонном возрасте около 70 лет, в 1835 году при штурме Гагр Хаджи Догомуко Берзек получил тяжёлые ранения. Однако в 1836 году он командовал убыхским отрядом во время очередного набега. В Кавказской войне Хаджи Исмаил потерял всех своих девятерых сыновей.
В 1837 году от лица убыхских родов князь Хаджи Догомуко Берзек вёл переговоры с полковником А. А. Розненом.
Тем временем, русские под руководством генерала Н. Н. Раевского-младшего, сына героя войны 1812 года занимались постройкой вдоль Черноморского побережья Кавказа линии крепостей, получившей название Черноморская береговая линия. Раевскому оказывали содействие адмирал Л. М. Серебряков и фактический начальник штаба линии Г. И. Филипсон, который оставил мемуары об этих событиях, где неоднократно упоминается род Берзек.

Между тем, сильная перестрелка кипела по другую сторону балки, где находились два батальона Литовского и Виленского полков. Как цепь, так и резервы залегли, когда убыхи решили сделать против этой части отчаянную атаку, которая, если бы удалась, могла разрезать отряд на две части. Горцы собрались большой массой в лесу, на горе, и оттуда двинулись, молча и не стреляя, с такой стремительностью, к которой способны только горцы. Как говорят, их было до 5 тысяч человек, и их вёл сам старый Хаджи Берзек. Нет сомнения, что они опрокинули бы наши два батальона к морю, но судьба и тенгинцы спасли дело. Заняв пять рядов завалов, тенгинцы выдвинулись почти на версту вперёд литовцев и виленцев; не успели они занять свою позицию, как увидели за балкой густую толпу горцев, бежавшую в атаку с горы и уже миновавшую их. Хромов немедленно занял правый берег узкой балки и открыл убийственный огонь во фланг и тыл неприятеля, который не воображал иметь у себя в тылу русские войска. В это же время литовцы и виленцы продолжили вести огонь по неприятелю, ничем не прикрытому от их выстрелов. Убыхи остановились, замялись, и, поражаемые огнём с трёх сторон, показали ты. Отступление под жестоким огнём было для них ещё более гибельно. Литовцы и виленцы крикнули «Ура!» и преследовали бегущих до самого гребня горы. При этом они сами попали под выстрели тенгинцев и казаков и потеряли несколько убитых и раненых. На горе обе части войск соединились, но они уже были верстах в двух от главных сил отряда. Неприятель мог возобновить атаку, но он об этом и не думал. Потеряв много людей, Хаджи-Берзек уехал домой, сказав «Ну, я сделал, что мог; пусть делают, что хотят». Это было как бы сигналом для разброда остальной его партии.— Г. И. Филипсон. Воспоминания (с 1809 по 1847 год). — М.: Кучково поле, 2019, с. 321—322.
В 1840 году Хаджи Догомуко Берзек организовал нападение на ряд русских форпостов на черноморском побережье. В феврале-марте убыхи штурмом взяли крепости Лазаревское (Псьшуапэ), Вельяминовское (Туапсе) и Михайловское (Чепсин) на реке Вулан. Были предприняты попытки занять форты Святого Духа (Адлер), Головинское (Шахапэ) и Навагинское (Сочи). В 1841 году убыхи под командованием Хаджи Исмаила Догомуко Берзека захватили Навагинское укрепление. Русским войскам пришлось приложить большие усилия по отвоеванию этих опорных пунктов. Это создало Хаджи Догомуко широкую известность. В том же 1841 году он организовал карательный поход против абазинских родов на побережье, не принимавших участия в антироссийской борьбе. В том же году убыхи во главе с родом Берзек стали инициаторами созыва собрания представителей всех причерноморских народов с тем, чтобы договориться о продолжении борьбы. В 1840-х годах восстание на побережье практически не прекращалось.
В 1841 году Хаджи Догомуко Берзек вступил в мирные переговоры с новым начальником Черноморской береговой линии генералом И. Р. Анрепом-Эльмптом. За это убыхи выразили ему недоверие и арестовали. Однако затем отпустили, и в том же году он возглавил убыхов и абазин, которые вели упорные бои против карательной экспедиции генерала И. Р. Анрепа. В конце года князь Хаджи Догомуко Берзек участвовал в переговорах с русскими военачальниками в Сочи, переговоры закончились безрезультатно.
В 1846 году Хаджи Исмаил Догомуко вместе со своим племянником Хаджи Берзеком Керантухом дали русским 88 боёв по всей Черноморской береговой линии, из них более всего на Навагинском и Головинском укреплениях, расположенных на землях убыхов.
В том же 1846 году Хаджи Исмаил Догомуко Берзек, совершивший два хаджа в Мекку, скончался. После смерти Хаджи Берзека во главе сопротивления встал его племянник и сподвижник Хаджи Берзек Керантух (1804—1881).
Джеймс Белл, называя Хаджи Исмаила Догомуко черкесским Вашингтоном, писал: «Хаджи высокий старик с приятными манерами, с острыми беспокойными серыми глазами, стоявший во главе всех жителей этой части страны, был главным оратором… принадлежит к самому многочисленному роду на всем побережье. Хаджи Берзек и большая часть его рода — населяют гористую область, называемую Убых, которая простирается от вершин главной Кавказской цепи почти до параллели Вардана».